# Diocesi di Geron
La diocesi di Geron (in latino: Dioecesis Hieritana) è una sede soppressa del patriarcato di Costantinopoli e una sede titolare della Chiesa cattolica.

## Storia
Geron, identificabile con Avsarkale nell'odierna Turchia, è un'antica sede episcopale della provincia romana della Caria nella diocesi civile di Asia. Faceva parte del patriarcato di Costantinopoli ed era suffraganea dell'arcidiocesi di Stauropoli.
La diocesi appare in tutte le Notitiae Episcopatuum del patriarcato  fino al XII secolo, tuttavia è noto un solo vescovo, Niceta, documentato nella seconda metà del XIII secolo.
Dal 1933 Geron è annoverata tra le sedi vescovili titolari della Chiesa cattolica; dal 23 gennaio 2017 il vescovo titolare è Michael Joseph Boulette, vescovo ausiliare di San Antonio.

## Cronotassi

### Vescovi greci
- Niceta † (prima del 1264 - dopo il 1280)

### Vescovi titolari
- Theodor Breher, O.S.B. † (13 aprile 1937 - 11 aprile 1946 nominato vescovo di Yanji)
- John Louis Morkovsky † (22 dicembre 1955 - 18 agosto 1958 nominato vescovo di Amarillo)
- Léo Blais † (18 marzo 1959 - 21 gennaio 1991 deceduto)
- Gerard Clifford † (25 marzo 1991 - 12 dicembre 2016 deceduto)
- Michael Joseph Boulette, dal 23 gennaio 2017